# Côncavo

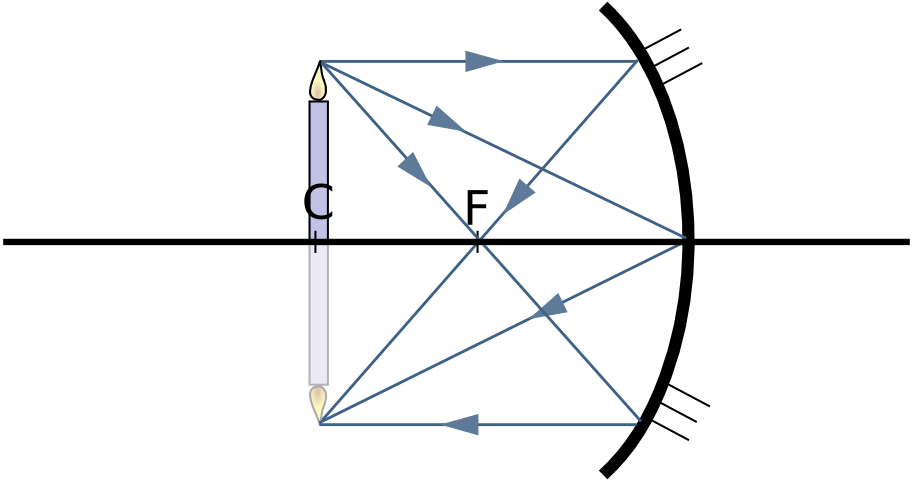
Concavidade.

Curva côncava: Aquela na qual qualquer segmento de reta unindo dois de seus pontos está mais próximo do observador que o trecho da curva entre esses pontos.
Superfície côncava: Aquela na qual qualquer segmento de reta unindo dois de seus pontos está mais próximo do observador que a curva projetada por essa reta na superfície.
Polígono côncavo: Quando, num polígono, dois pontos quaisquer que estão dentro do polígono se unem tendo que passar pelo lado de fora do polígono. Um polígono só será côncavo desde que ao menos dois pontos estejam dentro dessa norma.

## Exemplos
Uma depressão circular provocada pelo impacto de um corpo, como as crateras da lua, uma cuia vista por quem está bebendo, a abóbada de uma igreja ou a cúpula de um planetário vistos de dentro são exemplos de superfícies côncavas.
A linha da grande área vista pelo goleiro ou a linha do horizonte, são exemplos de curvas côncavas.
Os espelhos côncavos são usados em telescópicos por sua propriedade de aumentar o tamanho das imagens  refletidas. Já as lentes côncavas aumentam as imagens vistas por elas.